# خورشیدگرفتگی ۱۳ سپتامبر ۲۰۱۵
خورشیدگرفتگی ۱۳ سپتامبر ۲۰۱۵ (به انگلیسی: Solar eclipse of September 13, 2015) یک خورشیدگرفتگی از نوع خورشیدگرفتگی جزئی است. این خورشیدگرفتگی در تاریخ ۱۳ سپتامبر ۲۰۱۵ میلادی (‎۲۲ شهریور ۱۳۹۴ خورشیدی) روی خواهد داد که زمان اوج آن، ساعت ۶:۵۵:۱۹ به‌وقت ساعت هماهنگ جهانی است. این خورشید گرفتگی دقیقاً در آخرین روز سال عبری ۵۷۷۵ (۲۹ ایلول) و یک روز قبل از روش هاشانا خواهد بود.